# 厄斯克門
厄斯克門（羅馬化：Öskemen，[ʉ̯ɵskʲeˈmʲen] 讀音ⓘ），俄语称烏斯季-卡緬諾戈爾斯克（羅馬化：Ust'-Kamenogorsk），是哈萨克斯坦东哈萨克斯坦州首府。位於乌尔巴河與額爾齊斯河匯合處。

## 友好城市
- 白俄羅斯博布鲁伊斯克
- 江陵市 （2011年）
- 土耳其布尔萨 （2011年）
- 以色列上约克内阿姆 （2012年）
- 俄羅斯巴尔瑙尔 （2012年）

## 外部連結
- . . St. Petersburg. 1890–1907.
- Официальный сайт акима города Усть-Каменогорск （页面存档备份，存于）
- Усть-Каменогорский городской маслихат（页面存档备份，存于）